# Hjalteyri
Hjalteyri est une localité islandaise de la municipalité de Arnarneshreppur située à l'est de l'île, dans la région de Norðurland eystra. En 2011, le village comptait 43 habitants.